# سیارک ۳۷۵۷۳
سیارک ۳۷۵۷۳ (به انگلیسی: 37573 Enricocaruso، نامگذاری:1989UB7) سی و هفت هزار و پانصد و هفتاد و سومین سیارک کشف شده‌است که در ۲۳ اکتبر ۱۹۸۹ کشف شد.